# Caso Gabriel Marques Cavalheiro
El 12 de agosto de 2022, el joven brasileño Gabriel Marques Cavalheiro, de 18 años, desapareció tras un abordaje policial por parte de agentes de la Brigada Militar en Brasil. El 19 de agosto de 2022 su cuerpo fue encontrado en un embalse en Lava Pé, São Gabriel, Río Grande del Sur, Brasil. Gabriel murió en circunstancias sospechosas, debido a brutalidad policial por parte de miembros de la Brigada Militar.
La autopsia indicó que Gabriel falleció debido a una lesión en la región cervical que le causó una hemorragia interna, lo que provocó su muerte. «El informe (...) refuerza lo expresado por dos testigos en su testimonio, que la víctima habría sido golpeada en la cabeza tres veces con una porra», informó el Diário de Santa Maria el 29 de agosto, añadiendo que «la autopsia también indicó que Gabriel ya estaba muerto antes de ser colocado en la presa».
Tres policías militares, el sargento Arleu Junior Jacobsen y los soldados Raul Veras Pedroso y Cleber de Lima, fueron acusados de homicidio triplemente calificado del joven por el Ministerio Público do Rio Grande do Sul (MPRS) el 5 de septiembre de 2022.
A principios de septiembre, los tres acusados intentaron culpar del crimen a un ex-preso, Elton Luis Rossato Gabi, quien admitió el crimen y fue detenido. Sin embargo, luego cambió su versión al prestar declaración en presencia de un defensor público. Según Gabi, agentes de policía invadieron su casa y lo obligaron, utilizando la violencia, a admitir el crimen. El delegado responsable del caso dijo que la versión contada por el exconvicto sobre cómo mató a Gabriel nunca tuvo sentido.
El 20 de julio de 2023, los tres imputados fueron absueltos del crimen por el Tribunal Militar de Porto Alegre. Cleber de Lima, sin embargo, fue condenado a un año de prisión por falsedad. Los tres, sin embargo, permanecieron en prisión porque estaban a la espera de juicio en los tribunales comunes.El abogado de la familia se pronunció tras la sentencia resultante del juicio ante el Tribunal Militar.

## Víctima
Gabriel, quien cumplía 18 años el 14 de julio, vivía en Guaíba, Región Metropolitana de Porto Alegre, junto a sus padres Anderson da Silva Cavalheiro y Rosane Machado Marques. El Diario de Santa María informó que era miembro del CTG Gomes Jardim y apreciaba la música tradicionalista del artista Baitaca. Era conocido en el vecindario por su afición al billar y la costumbre de ver series televisivas de investigaciones criminales en casa. En última instancia, el joven se trasladó a Sao Gabriel para servir como soldado en un cuartel de caballería porque tenía una gran pasión por los animales. «Quería cumplir su sueño de hacer el servicio militar obligatorio en São Gabriel, además de vivir en la ciudad donde, desde niño, pasaba sus vacaciones y donde, en compañía de tíos y primos, aprendió a montar a caballo y disfrutar de las actividades rurales», informó también el Diario de Santa María.
A la noticia de su fallecimiento, Maria da Graça Medeiros da Silva, directora del Colegio Estadual Cônego Scherer, su última institución educativa, expresó que él "era un chico feliz, unificador y, según sus compañeros, un pilar de la clase. La familia estaba presente en la escuela y siempre se preocupaba por su educación. Era un estudiante generoso que dejó buenos recuerdos y se lo extrañaba mucho. Que se haga justicia".

## Desaparición y fallecimiento
El 12 de agosto, alrededor de la medianoche, Gabriel intentó entrar por el portón de una casa del barrio donde vivía con sus familiares en São Gabriel, pero como la vecina no lo conocía por ser nuevo en la ciudad, llamó a la Brigada Militar. Según datos recabados, anteriormente había estado en un bar, donde había consumido bebidas alcohólicas. Los policías se acercaron a él, pero tuvieron dificultades para sujetarlo, y todo quedó registrado por la residente en su teléfono móvil, hasta el momento en que lo llevaron detrás del coche patrulla y lo colocaron en el vehículo. Después de esto, el joven no volvió a ser visto hasta el 19 de agosto, cuando su cuerpo fue encontrado en un embalse en la localidad de Lava Pé, São Gabriel.
El examen toxicológico indicó un alto contenido de alcohol en el organismo (23,4 decigramos por litro de sangre), pero según el experto responsable, no se puede decir en qué medida se debía a la bebida y en qué medida a la acción del organismo en el proceso de descomposición.

## Investigación y desarrollo
Con la desaparición denunciada por los familiares, la Policía Civil inició las investigaciones y, al analizar las imágenes de las cámaras, vio que el vehículo se dirigía hacia la localidad de Lava Pé sobre las 0:05 horas. A las 0:11 horas se avistó el vehículo regresando de la región y a las 0:18 horas los policías arribaron al cuartel de la Brigada Militar.
Una vez identificados, los agentes de la policía militar fueron entrevistados, pero negaron saber nada. Días después cambiaron sus declaraciones e informaron que habían dejado a Gabriel en la localidad de Lava Pé por pedido de la propia víctima.
Los investigadores, con la ayuda de los bomberos, buscaron un depósito en el lugar y encontraron el cuerpo de Gabriel el 19 de agosto.

### Resultado de la experiencia
La autopsia indicó que el joven murió a causa de una lesión cervical que le provocó una hemorragia interna, lo que ocasionó su muerte. «El informe (...) refuerza lo que dos testigos habían dicho en su testimonio, que la víctima habría recibido tres golpes de porra en la cabeza», informó el Diário de Santa Maria el 29 de agosto, añadiendo que «la autopsia también indicó que Gabriel ya estaba sin vida antes de ser colocado en la presa».

### Arresto, juicio y penas
Los militares Raúl Veras Pedroso y Cléber Renato Ramos de Lima y el sargento segundo Arleu Júnior Cardoso fueron detenidos el 19 de agosto y permanecieron a la espera de juicio en la Cárcel de la Policía Militar, en Porto Alegre.
A principios de septiembre, los tres acusados intentaron culpar del crimen a un ex-preso, Elton Luis Rossato Gabi, quien admitió el crimen y fue detenido. Sin embargo, luego cambió su versión al prestar declaración en presencia de un defensor público. Según Gabi, agentes de policía invadieron su casa y lo obligaron, utilizando la violencia, a admitir el crimen. El delegado responsable del caso dijo que la versión contada por el exconvicto sobre cómo mató a Gabriel nunca tuvo sentido.
El 5 de septiembre, el Ministerio Público imputó a los involucrados por triple homicidio, ocultamiento de cadáver y falsedad ideológica.

#### Justicia militar
El 20 de julio de 2023, los tres imputados fueron absueltos del crimen por el Tribunal Militar de Porto Alegre. Cleber de Lima, sin embargo, fue condenado a un año de prisión por falsedad ideológica. Los tres, sin embargo, permanecieron en prisión porque estaban a la espera de juicio en los tribunales comunes.El abogado de la familia se pronunció tras la sentencia resultante del juicio ante el Tribunal Militar.